# Borek Lipiński
Borek LipińEsquí [pronunciación en polaco: /ˈbɔrɛk liˈpiɲski/] es un pueblo ubicado en el distrito administrativo de Gmina Warta, dentro del Distrito de Sieradz, Voivodato de Łódź, en Polonia central. Se encuentra aproximadamente a 13 kilómetros al este de Warta, a 13 kilómetros al norte de Sieradz, y a 47 kilómetros al oeste de la capital regional Łódź.